# Dancemaker
Pour plus de détails, voir Fiche technique et Distribution.
Dancemaker est un film américain réalisé par Matthew Diamond, sorti en 1998. Il a été diffusé à la télévision dans la collection American Masters.

## Synopsis
Le film suit Paul Taylor et sa compagnie de danse pendant plusieurs mois alors qu'ils préparent le ballet Piazzolla Caldera.

## Fiche technique
- Titre : Dancemaker
- Réalisation : Matthew Diamond
- Photographie : Tom Hurwitz
- Montage : Pam Wise
- Production : Jerry Kupfer
- Société de production : Four Oaks Foundation
- Pays :  États-Unis
- Genre : Documentaire
- Durée : 98 minutes
- Dates de sortie : 
  -  États-Unis : 1998

## Distinctions
Le film a été nommé à l'Oscar du meilleur film documentaire.